# Genk

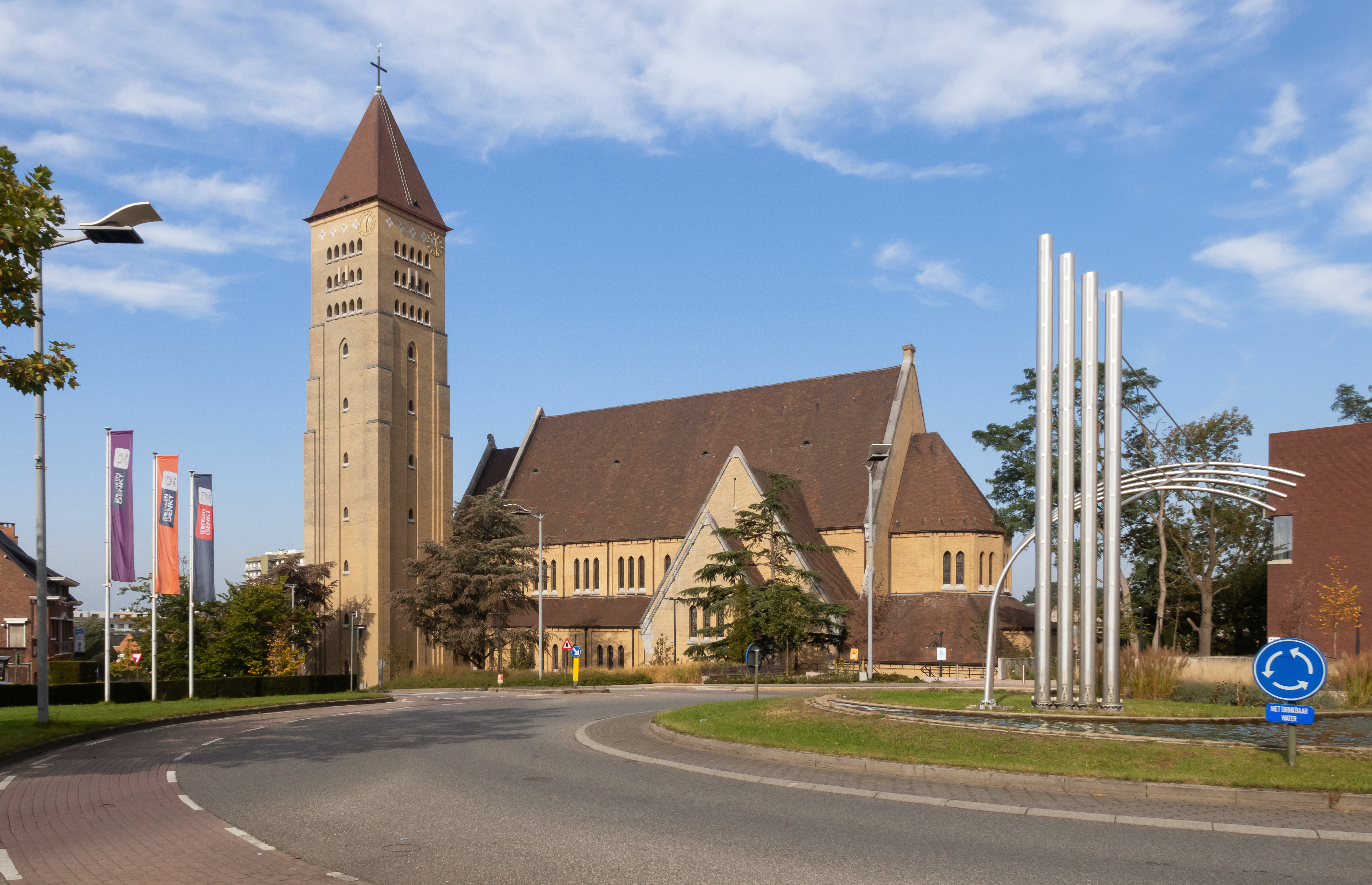
Genk, Parochiekerk Sint-Martinus

Genk ist eine Stadt in der belgischen Provinz Limburg. Sie liegt am Albert-Kanal.

## Geschichte

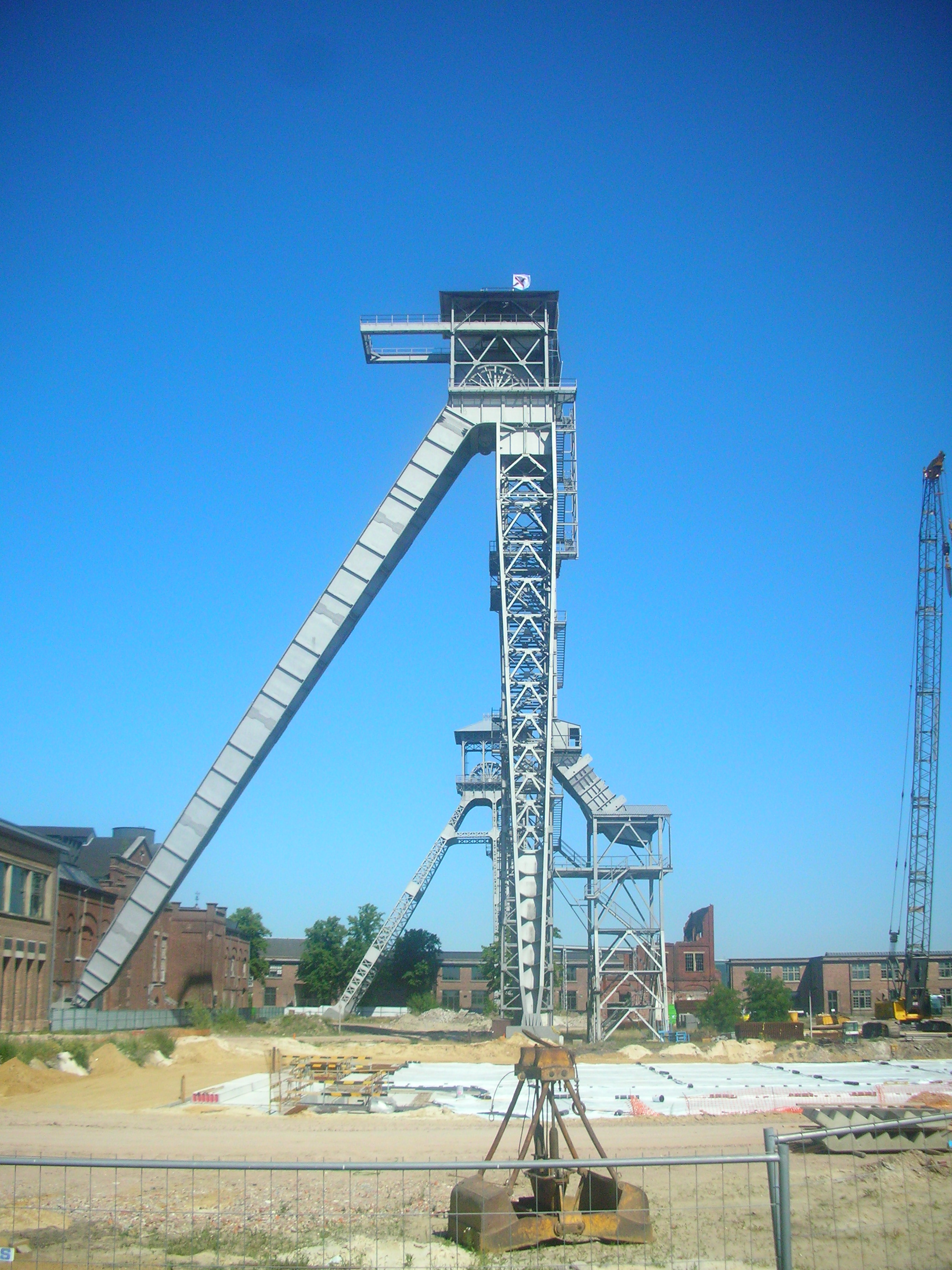
Bergwerk bei Genk

Genk war ein unbedeutender Weiler, bis im Jahr 1901 André Dumont im nahen Dorf As und kurz darauf auf der eigenen Gemarkung durch Bohrungen bedeutende Kohlevorkommen entdeckte. Genk wuchs daraufhin zu einem der bedeutendsten Steinkohlereviere und industriellen Zentren Belgiens an.
Eine Schenkungsurkunde vom 13. Dezember 1108 erwähnte erstmals „Geneche“. Der Weiler Genk gehörte mit seiner Umgebung im 11. Jahrhundert vermutlich zur Grafschaft Loon und ab 1366 zum Hochstift Lüttich.
Im 17. Jahrhundert wurden zur Selbstverteidigung Schanzen angelegt, die Dorfschanze in Genk selber und weitere in den Weilern Winterslag, Gelieren, Sledderlo, Langerlo, Terboekt, und Waterschei.
Die Ruhe und die unberührte Heide-Landschaft der Kempen sorgte seit 1840 dafür, das sowohl reiche Bürger aus Brüssel und Antwerpen als auch Landschaftsmaler nach Genk kamen. Bis etwa 1940 sind etwa 200 Maler in Genk aktiv gewesen, darunter Willem Roelofs, Évariste Carpentier, Joseph Coosemans, Jules Breton, François Roffiaen, Edmond Tschaggeny, Théodore Fourmois, Alphonse Asselbergs, Edouard Huberti, Alfred De Knyff, Edmond de Schampheleer, Emile van Doren, Armand Maclot, Euphrosine Beernaert, Louise Héger, François Roffiaen, Isidore Verheyden, Ludovic Janssen, Willy Minders, Théodore Baron, François Halkett, Elinor Barnard, Anna Boch, Herman Richir, Maurice Mareels.
Noch 1900 hatte Genk mit den umgebenden Weilern nur 2437 Einwohner. Mit dem Fund der Steinkohle im Jahr 1902 begann das Wachstum in mehreren Zuwanderungswellen. Am 3. Juni 1914 wurde in der Mine Winterslag die erste Kohle gefördert, weitere Bergwerke wurden in Waterschei und Zwartberg errichtet.
Im Jahre 1930 zählte Genk schon 24.574 Einwohner, größtenteils Bergarbeiter. Die Zuwanderer der 1920er- und 1930er-Jahre
kamen aus Polen und der Ukraine, danach aus Italien, Griechenland, Spanien und Portugal. Seit 1964 kamen weitere Mitarbeiter aus der Türkei und Marokko.
Seit den 1960er-Jahren setzte, ähnlich wie in anderen westeuropäischen Kohleregionen, ein Strukturwandel ein. 1966 wurde die Mine Zwartberg zusammen mit wallonischen Bergwerken geschlossen, 1987 schloss Waterschei und 1988 dann auch Winterslag. Zwischen 1964 und 2014 gab es in Genk ein Werk von Ford mit zuletzt etwa 4000 Beschäftigten und 5000 Beschäftigten in Zulieferbetrieben der Umgebung.
Im Jahr 1992 war Genk Gastgeber des 9. Europaschützenfestes, einer Veranstaltung der Europäischen Gemeinschaft Historischer Schützen.
Im Jahr 2000 wurde die Gemeinde Genk zur Stadt erhoben. Sie hat derzeit 67.877 Einwohner (Stand 1. Januar 2024).

## Gliederung
Genk besteht aus den Ortsteilen Bokrijk, Boxbergheide, Bret-Gelieren, Centrum, Driehoeven, Hoevenzavel, Kolderbos, Langerlo, Nieuwe Kempen, Nieuw Texas, Sledderlo, Termien, Vlakveld, Waterschei, Winterslag und Zwartberg.

## Wirtschaft
Ein großer Arbeitgeber ist ArcelorMittal. Im Stahlwerk Genk werden täglich ca. 3.000 Tonnen Brammen aus Edelstahl (Formate bis zu 2000 × 160 mm) produziert. Diese Brammen werden anschließend im Warmwalzwerk Carlam (Charleroi) zu Coils gewalzt und dann zu den weiteren Kaltwalzwerken hauptsächlich in Frankreich (Isbergues, Gueugnon) und Belgien (Genk) verschickt. Aus den Coils entstehen Edelstahlbleche, welche dann von den Kunden weiterverarbeitet werden. Ein weiteres Edelstahlwerk (ArcelorMittal Châtelet) wurde vor einigen Jahren in Charleroi errichtet.
Das 1964 eröffnete Ford-Werk war mit rund 4.500 Beschäftigten nach der Beendigung des Bergbaus größter Arbeitgeber in der Provinz Limburg. Der US-amerikanische Automobilkonzern stellte dort seine Modelle Mondeo, Galaxy und S-MAX her. Bis 2004 wurde in Genk auch der Transit gebaut. Ford kündigte im Oktober 2012 an, das Werk im Jahr 2014 zu schließen. Rund 5.000 weitere Arbeitsplätze hingen von Ford ab. Das Werk stellte am 18. Dezember 2014 die Produktion ein.
2020 startete, im bis dato neuesten europäischen Getränkedosenwerk des 2019 gegründeten Unternehmens Benepack Belgium NV, die Produktion von 330 ml und 500 ml Aluminium-Getränkedosen.
Der Hafen von Genk im südlichen Stadtteil Langerlo wurde 1936 am zu dieser Zeit erbauten Albertkanal als Port Charbonnier de Genck gegründet, um Steinkohle der drei Genker Bergwerke und des Bergwerks Houthalen schleusenfrei bis in die wallonische Schwerindustrie um Lüttich zu verbringen. Erst später erfolgte eine Umbenennung in Kolenhaven van Genk.
Mit dem Ende des Bergbaus veränderte sich auch die Hafennutzung. Zur Versorgung des 2016 zweitgrößten nicht nuklearen Kraftwerks in Belgien, das seit 1976 zunächst von EBES (nun E.ON) am Hafen Genk betrieben wurde, wird seit 1986 nach dem Export von mehr als 89.000.000 Tonnen hier nun Steinkohle eingeführt.
Zudem wurde ab 1999 am Hafen ein Containerterminal errichtet, das auf 18.000 Quadratmetern derzeit eine Lagerkapazität von 5.000 Container und einen Jahresumsatz von 80.000 Containern hat. Dabei werden sowohl eine Anbindung an die belgische Eisenbahn als auch die naheliegenden Autobahnen E313 (von Antwerpen nach Lüttich) und E314 (von Löwen über Heerlen nach Aachen) genutzt.

## Soziales

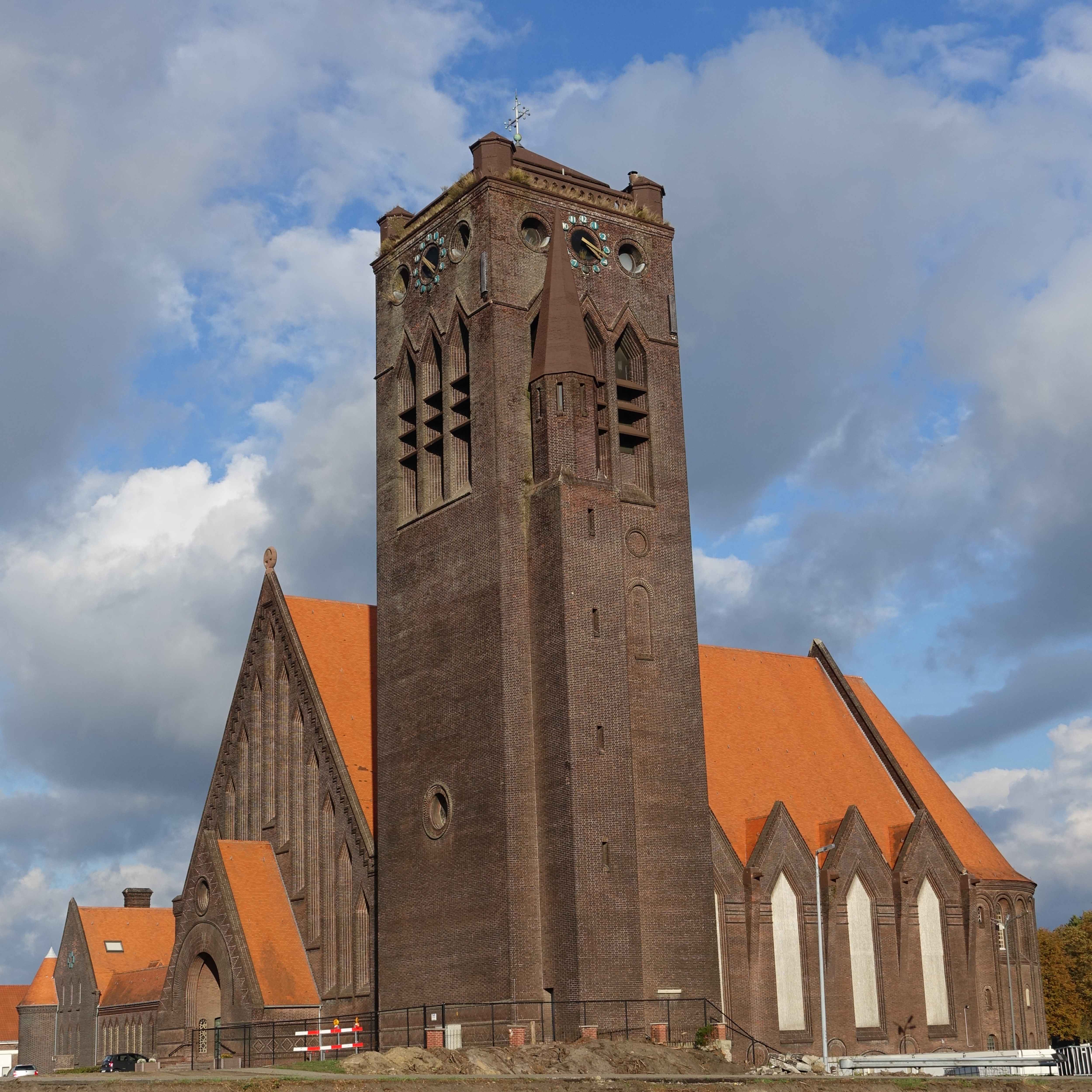
Eine der Minenkathedralen: Die Sankt Albertus Kirche von Zwartberg

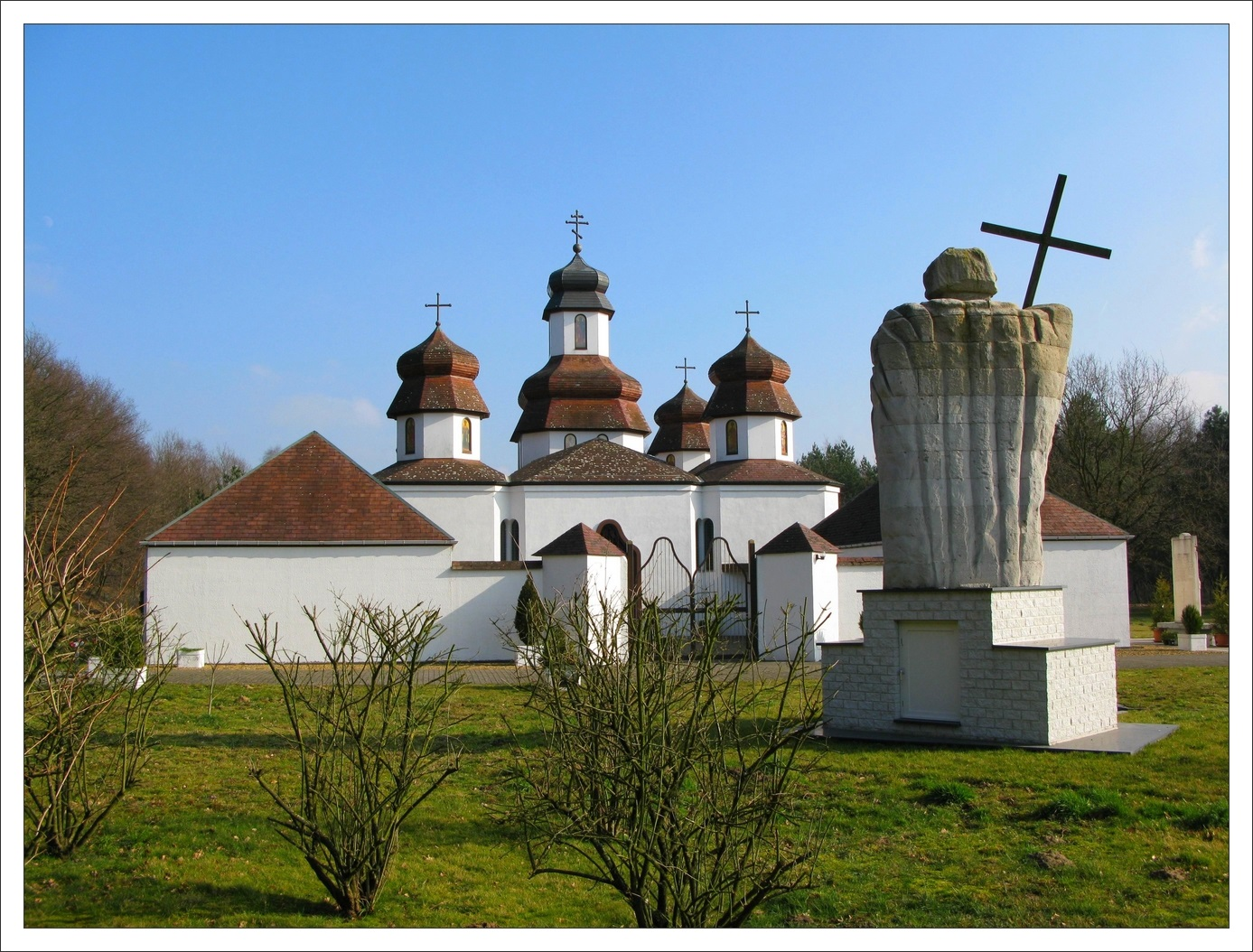
Ukrainisch-Orthodoxe Kirche

Durch die für die Arbeit im Bergbau seit etwa 1913 aus immer weiteren Kreisen zugewanderten Arbeiter aus den Niederlanden, Polen, Italien, der Ukraine, Russland, der Türkei und Marokko wurden auch viele Religionen in Genk heimisch. Die Bergwerksgesellschaften und die Gläubigen haben in Genk im Laufe der Zeit Kirchen verschiedener christlicher Glaubensrichtungen, später auch Moscheen gebaut.

## Politik

### Stadtrat
- PVDA: 2
- Vooruit - Groen: 3
- CD&V: 19
- N-VA: 13
- VB: 2

Nach der Wahl kam es zu einer Koalition aus CD&V und Vooruit - Groen.
- PVDA: 1
- Vooruit: 5
- CD&V: 18
- N-VA: 12
- VB: 3

Nach der Wahl kam es zu einer Koalition aus CD&V und Vooruit.
- PVDA: 3
- Vooruit - Groen: 7
- Open VLD: 1
- CD&V: 18
- N-VA: 7
- VB: 3

Nach der Wahl kam es zu einer Koalition aus CD&V und Vooruit - Groen.
- PVDA: 1
- Vooruit - Groen: 10
- Open VLD: 2
- CD&V - NVA: 20
- VB: 6

Nach der Wahl hatte CD&V - NVA eine absolute Mehrheit.
- Vooruit: 6
- Groen: 1
- Open VLD: 6
- CD&V: 21
- N-VA: 1
- VB: 4

Nach der Wahl hatte CD&V eine absolute Mehrheit und musste somit keine Koalition eingehen.
- PVDA: 7
- Vooruit: 11
- Vooruit - Groen: 20
- Groen: 1
- VLD: 9
- CD&V: 76
- CD&V - NVA: 20
- N-VA: 33
- VB: 18

Für eine Koalition mit Mehrheit braucht/bräuchte man also bspw. CD&V (76) + Vooruit - Groen (20) und Vooruit (11). Dann hätte man mit 107 Sitzen eine absolute Mehrheit.

Möchte man eine 2/3 Mehrheit kann man noch CD&V-NVA (20) und CD&V-NVA (8) dazunehmen. Dann hätte man mit 134 von 130 nötigen genug für eine 2/3 Mehrheit.
Die Summe der Sitzverteilungen von der Wahl 2000 bis zur Wahl 2024 nach Absoluter - und 2/3 Mehrheit:
- CD&V: 76
- Vooruit - Groen: 20
- Vooruit: 11
- CD&V - NVA: 20
- VLD: 9
- N-VA: 33
- VB: 18
- PVDA: 7
- Groen: 1

## Sehenswürdigkeiten

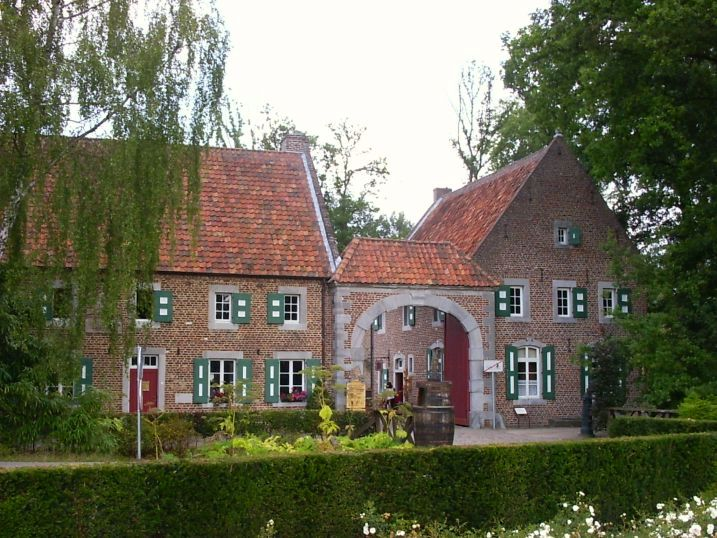
Eingangsgebäude des Freilichtmuseums (Ein Hof aus Heers von 1774)

Zu Genk gehört die Domein Bokrijk, zu der ein für Belgien bedeutendes Freilichtmuseum, ein großer Spielplatz und auch ein botanischer Garten, das Bokrijk Arboretum, gehören. Des Weiteren sind das Europlanetarium zu erwähnen sowie das anbei liegende Erholungsgebiet Kattevenia.
An die Geschichte der Landschaftsmalerei in und um Genk erinnert das in der Villa Le Coin Perdu, dem Atelier und Wohnsitz von Emile van Doren seit 1976 betriebene städtische Emile Van Dorenmuseum.
Im Jahr 2012 war Genk Gastgeber für Manifesta, die Europäische Biennale für zeitgenössische Kunst. Zusammen mit der Biennale von Venedig und der Documenta in Kassel ist Manifesta eine der bedeutendsten Kunstveranstaltungen Europas.

## Sport
Der örtliche Fußballverein KRC Genk zählt zu den Topclubs der belgischen Liga und wurde 1999, 2002, 2011 und 2019 Landesmeister. Er gewann 1998, 2000, 2009, 2013 und 2021 den Pokal. In der belgischen Stadt gibt es eine der modernsten Kartbahnen Europas, wo bereits Läufe zur Kart-Weltmeisterschaft stattfanden.

## Persönlichkeiten
- Adam Gierek (* 1938), Politiker
- Ignace Goris (* 1942), Fußballschiedsrichter
- Freddy Birset (1948–2021), Sänger
- Martin Margiela (* 1957), Modedesigner
- Jan Jambon (* 1960), Geschäftsmann und Politiker
- Ludo Philippaerts (* 1963), Springreiter
- Dirk Medved (* 1968), Fußballspieler
- Giuseppe Canale (* 1977), Fußballspieler
- Zuhal Demir (* 1980), Rechtsanwältin und Politikerin
- Cédric Van der Elst (* 1980), Fußballspieler
- Karel Geraerts (* 1982), Fußballspieler
- Francesco Patera (* 1993), Profiboxer
- Olivier Philippaerts (* 1993), Springreiter
- Leandro Trossard (* 1994), Fußballspieler
- Gerben Thijssen (* 1998), Radsportler
- Koen Kostons (* 1999), Fußballspieler
- Tibo Colson (* 2000), Tennisspieler
- Rani Rosius (* 2000), Sprinterin
- Milan Fretin (* 2001), Radrennfahrer
- Jonathan Vervenne (* 2003), Radrennfahrer
- Konstantinos Karetsas (* 2007), belgisch-griechischer Fußballspieler